# Шели-Ен Фрејзер-Прајс
Шели-Ен Фрејзер-Прајс (енгл. Shelly-Ann Fraser-Pryce; Кингстон, 27. децембар 1986) је јамајканска атлетичарка, специјалиста за спринтерске дисциплине.

## Биографија
На Олимпијским играма 2008. године у Пекингу је освојила златну медаљу у трци на 100 метара, што је успела да одбрани четири године касније у Лондону. У овој дисциплини била је 2009. у Берлину и светска првакиња. Заједно са колегиницама из репрезентације Јамајке освајала је медаље и у штафети 4 × 100 метара.
На Светском првенству у Москви 2013. освојила је 3 златне медаље, и то на 100 м, 200 м и 4 х 100 mм. Тринаест година након своје прве олимпијске победе, освојила је сребрну медаљу на Олимпијским играма у Токију 2020., поставши прва атлетичарка која је освојила медаљу на 100 м на четири узастопне Олимпијаде.
Све укупно, у трци на 100 м, двострука је златна олимпијска шампионка и петострука светска шампионка. На 200 м освојила је злато и сребро на Светском првенству, као и сребрну олимпијску медаљу.
Она је једина спринтерка која је освојила пет светских титула на 100 м — 2009, 2013, 2015, 2019. и 2022. Њена победа 2022. са 35 година учинила њу најстаријом спринтерком која је икада постала светска шампионка. Године 2013. постала је прва жена која је победила на 100 м, 200 м и у штафети 4 × 100 м на истом Светском првенству и због тога је проглашена за најбољу атлетичарку у свету 2013. године.
Доминантна сила у женском спринту, Фрејзер-Прајс је освојила више светских титула на 100 м од било које друге спринтерке у историји. Прозвана "Џепна ракета" због свог ситног раста и експлозивних стартова, њен лични рекорд од 10,60 секунди чини је трећом најбржом женом икада. 2022. године ЦБЦ Спортс ју је прогласио за најбољу спринтерку на 100 м свих времена, док су је многи извори описали као највећу спринтерку у историји.
Од 2006-2020 тренирала је код Стивена Френсиса, од 2020. њен тренер је Рејналдо Волкот.
Фрејзер-Прајс је 2023. године освојила Лауреус награду за најбољу спортисткињу године у свету.

## Лични живот
Родитељи су јој Орејн Фрејзер и Максин Симпсон.
У новембру 2012. Шели-Ен је дипломирала на Технолошком универзитету са дипломом из области развоја деце и адолесцената. Године 2016. најавила је да ће магистрирати примењену психологију на Универзитету Западне Индије. Шели-Ен се 2011. удала за Џејсона Прајса. 7. августа 2017. она и њен муж су дочекали сина по имену Зајон.